# Bistum St. Josef von Irkutsk
Das Bistum Sankt Josef von Irkutsk (lateinisch Dioecesis Ircutscana Sancti Iosephi, russisch Епархия Святого Иосифа в Иркутске Jeparchija Swjatowo Iossifa w Irkutske) ist eine Diözese der römisch-katholischen Kirche in Russland mit Sitz in Irkutsk. Es ist das flächengrößte Bistum der Welt.

## Geschichte und Organisation
Das Bistum wurde am 18. Mai 1999 durch Papst Johannes Paul II. als Apostolische Administratur von Ostsibirien (Siberia Orientale) aus Gebieten der Apostolischen Administratur Sibirien gegründet und am 11. Februar 2002 mit der Apostolischen Konstitution Meridionalem Russiae als Bistum Sankt Josef von Irkutsk errichtet. Es ist dem Erzbistum Moskau als Suffragandiözese unterstellt.
Die Fläche des Bistums umfasst in über sieben Zeitzonen fast zehn Millionen Quadratkilometern und ist damit größer als die USA und 28 Mal größer als Deutschland.
Das Bistum ist mit 49 Pfarreien in fünf Dekanate unterteilt: Irkutsk, Krasnojarsk, Jakutsk, Wladiwostok und Magadan.

## Ordinarien

### Apostolischer Administrator
1. Jerzy Mazur (SVD), ab 18. Mai 1999

### Bischöfe
1. Jerzy Mazur (SVD), vom 11. Februar 2002 bis 17. April 2003
2. Cyryl Klimowicz, seit 17. April 2003